# Ночные игры
«Ночные игры» (англ. Game Night) — американский фильм в жанре комедийный детектив режиссёров Джона Фрэнсиса Дейли и Джонатана М. Голдштейна. В главных ролях Рэйчел Макадамс и Джейсон Бейтман. Работа над картиной началась ещё в 2013 году. В США фильм вышел 23 февраля 2018 года, в России — днём раньше.

## Сюжет
Основные события картины занимают одну ночь. Супруги Энни и Макс Дэвис развлекаются тем, что участвуют вместе с несколькими другими парами в ночных ролевых играх детективного характера. В очередной постановке, организованной Бруксом, братом Макса, самого Брукса похищают загадочные агенты и трём парам дается время до полуночи, чтобы найти его. Победители получат ключи от спортивного автомобиля Corvette Stingray. Однако происходящее явно не похоже на игру: револьвер одного из нападавших заряжен боевыми патронами, а одного из агентов в ходе захвата Брукса избили не понарошку.
Используя GPS трекер телефона, Дэвисы находят Брукса связанным в подсобке захолустного бара. Дэвисы освобождают Брукса, но при попытке скрыться их начинают преследовать вооруженные бандиты. Брукс успевает рассказать Максу, что он вовсе не преуспевающий инвестиционный банкир, а мелкий мошенник, которому немного повезло, и он раздобыл для мафиози по кличке Болгарин яйцо Фаберже. Не предусмотрев все последствия, он продал яйцо другому преступнику Марлону Фримену, и теперь за ним охотятся обе банды. Брукс выпрыгивает из машины на ходу и сдаётся людям Фримена, чтобы его брата и друзей перестали преследовать. Макс возвращается домой и, благодаря помощи соседа, полицейского Гэри Кингсбери, находит адреса Болгарина и Фримена. Все три пары проникают в особняк Фримена и добывают заветное яйцо. Пока его везли на встречу с Болгарином, яйцо, оказавшееся фальшивым, случайно разбилось, и оказалось, что по-настоящему ценно то, что хранилось внутри ювелирного изделия — список людей, скрываемых по программе защиты свидетелей.
Во время обмена списка на Брукса начинается перестрелка, в которую неожиданно вмешивается прибывший Гэри. Оказывается, что вся история с захватом в плен Брукса была подстроена им. Гэри никогда не приглашали на игры, которые устраивали Энни и Макс, он переживал и таким способом решил привлечь к себе внимание. В последний момент к месту разборки прибывает Болгарин и его люди. Список агентов настоящий, и Брукс успевает проглотить его в последний момент. Болгарин забирает Брукса с собой, оставив в живых остальных участников игры. Макс находит машину-выигрыш и добирается на ней до аэропорта. Там он догоняет взлетающий самолет с Болгарином и его пленником. Макс таранит стойку шасси самолета и останавливает взлёт. В последующей схватке ему и Энни удаётся убить телохранителя мафиози и затем пленить его самого.
Спустя три месяца все участники игры снова в сборе. Брукс получил три года условно. Энни в виде шарады рассказывает остальным, что она беременна. Произошло то, о чём пара давно мечтала.

## В ролях
- Рэйчел Макадамс — Энни Дэвис
- Джейсон Бейтман — Макс Дэвис
- Джесси Племонс — Гэри Кингсбери
- Кайл Чендлер — Брукс
- Шэрон Хорган — Сара
- Майкл Си Холл — Болгарин
- Кайли Банбери — Мишель
- Билли Магнуссен — Райан
- Ламорн Моррис — Кэвин
- Джошуа Микель — Колин
- Кэбби Бордерс — девушка Райана
- Камилль Чен — доктор Чин
- Майкл Сирил Крейтон — Билл
- Джеффри Райт — подставной агент ФБР (в титрах не указан)

## Отзывы и оценки
Фильм получил в целом положительные отзывы критиков. По данным агрегатора Rotten Tomatoes, 84 % из обзоров были положительными, со средней оценкой 6,8 из 10. На Metacritic — 66 баллов из 100. По опросу CinemaScore зрители дали фильму оценку B+ по шкале от A+ до F. Согласно PostTrak, кинематографисты оценили фильм на 78 %.